# Susana Giménez
María Susana Giménez-Aubert (Buenos Aires, 29 de enero de 1944) es una actriz, conductora de televisión y empresaria argentina.
En sus casi sesenta años de carrera ha actuado en más de 30 películas, varias series de televisión y numerosas obras teatrales. En 1987 inició su programa televisivo, Hola, Susana, transmitido por ATC. Apenas empezó, obtuvo una alta repercusión gracias a sus concursos telefónicos, sus números musicales y sus entrevistas a personalidades del espectáculo, el deporte y la política. Por conflictos con el programa italiano de nombre y formato similar Pronto, Raffaella?, el ciclo fue renombrado a "Hola, Susana, te estamos llamando" y más tarde simplemente "Susana Giménez". 
Por ese programa fue galardonada con el premio INTE a la mejor presentadora de América en 2002, con el Martín Fierro de Oro en 1996; el Martín Fierro de Platino en 2010; y el Martín Fierro de Brillantes en 2021. Además, ha ganado otros 25 Premios Martín Fierro, un Premio Konex, dos Premio ACE, un Premio Grammy Latino, el premio Cóndor de Plata a la trayectoria y el Premio Ondas a la trayectoria, entre muchos otros. En 2017 fue declarada ciudadana ilustre de la ciudad de Buenos Aires.

## Biografía

### Primeros años
Susana Giménez nació en la ciudad de Buenos Aires el 29 de enero de 1944, hija de Luisa Celia Sanders Herrera y Augusto Adolfo Johnny Giménez Aubert.Tuvo un hermano, Jorge, dos años menor, quien padecía una enfermedad mental y acabó suicidándose en 1996. Ese año también falleció su madre. Susana tiene, además, tres medio hermanos producto de un posterior matrimonio de su padre: Patricio Giménez, Carolina y Federico.
Cursó sus estudios secundarios en el Colegio Quilmes High School, de la ciudad de Quilmes, en el Gran Buenos Aires,  y en el colegio La Anunciata de Barrio Norte, en la ciudad de Buenos Aires.
Se graduó de maestra normal de educación primaria, aunque no ejerció la profesión.

### Comienzos de su carrera
A mediados de la década de 1960, Giménez atravesó algunos problemas económicos, los cuales la impulsaron a probar suerte como modelo. Presentó fotos en distintas agencias y pronto comenzó a trabajar, tanto en publicidad gráfica como televisiva. Así, fue contratada para trabajar como modelo en la agencia de Héctor Cavallero. En 1967, apareció por primera vez en la portada de la revista Gente. El epígrafe de la foto, tomada en una emblemática discoteca porteña, decía «Susana Giménez "mató" en Mau-Mau». A partir de ese momento continuó apareciendo con regularidad en la tapa de dicha publicación. En 1969, filmó en Tres Cascadas (Ascochinga, Córdoba) la publicidad que la catapultó definitivamente a la fama. Se trataba de un comercial de jabón Cadum, donde Giménez hizo el mítico «shock».[cita requerida]
La carrera de Giménez en las pantallas comenzó en 1968, con papeles en En mi casa mando yo, La novela de un joven pobre y El gran robo (sin figurar en los créditos de estas películas). Ese mismo año debutó en la televisión cuando se presentó como invitada en el programa Sótano Beat. Sus siguientes apariciones ocurrieron en los filmes Tiro de gracia y Fuiste mía un verano, que tenía de protagonista a Leonardo Favio.
Al obtener mayor popularidad, fue convocada en 1970 para componer un papel de reparto en película Los mochileros, donde se contaba la historia de dos parejas de jóvenes viajeros que encontraban placer haciendo muñecos de plastilina. Allí compartió escena con Soledad Silveyra, Ricardo Bauleo y Víctor Bó. Fue contratada en 1970 para protagonizar uno de los programas más exitosos de la historia de la televisión argentina: Matrimonios y algo más, en el cual compartió escena con humoristas como Juan Carlos Dual, Juan Carlos Galván, Susana Freyre, Rodolfo Ranni, Fernando Siro y Carmen Vallejo, hasta 1972. En 1970, Giménez ganó un premio Martín Fierro como “revelación” por su labor en dicho programa.

### Años 1970
En 1970, Giménez obtuvo un premio Martín Fierro como revelación del año por su participación en el ciclo televisivo Matrimonios y algo más. Dicha actuación también le proporcionó críticas buenas de diversas fuentes y el programa, por su parte, tuvo altos índices de audiencia. Al año siguiente, se aventuró por primera vez en el teatro al participar en la comedia Las mariposas son libres, con un elenco que incluía a Rodolfo Bebán y Ana María Campoy (luego reemplazada por China Zorrilla), bajo la dirección de José Cibrián. Presentada inicialmente en el Teatro Astral de la ciudad de Buenos Aires, la obra fue alabada por la crítica y tuvo éxito en el público, con localidades que se agotaban con semanas de antelación. Más tarde, Las mariposas son libres se presentó en el Teatro Neptuno de Mar del Plata y se embarcó en una gira por Argentina que se extendió por dieciocho meses, con similar éxito. 
En 1974, Giménez incursionó por primera vez en el teatro de revista convocada por Gerardo Sofovich para protagonizar La revista de oro, presentada en el Teatro Astros de Buenos Aires, con un elenco que incluía a Jorge Porcel, Nélida Roca y Nelly Láinez, entre otros. La actriz se había mantenido cautelosa del género ya que no tenía intenciones de ser vedette, pero la oferta económica terminó de convencerla para aceptar. Incluso, décadas más tarde declaró: «Yo no quería ser vedette, pero me ofrecieron mucha plata y tuve que hacerlo». La revista de oro fue un éxito de taquilla, lo que le abrió la mente para futuros trabajos en espectáculos de ese estilo.
Para entonces, Giménez ya había programado una apretada agenda cinematográfica, centrada mayormente en comedias de presupuesto modesto. Al principio, la actriz insistió en aparecer en filmes dramáticos, pero una vez que su cinta La Mary no obtuvo los ingresos esperados, decidió centrarse en comedias. De las 20 películas en las que participó durante los años 1970, hubo un par de excepciones, como las producciones que rodó con Carlos Monzón en Italia—Il conto è chiuso y El macho, pertenecientes al género wéstern. A grandes rasgos, sus cintas fueron duramente criticadas por los medios; en una de las reseñas, se catalogó a uno de sus proyectos como un «un filme cargado de convencionalismos». A pesar de ello, la mayoría de sus películas lograron ser un éxito en taquilla. Giménez siempre expresó disconformidad por los films en los que intervino durante este período de su carrera, aunque señaló siempre a La Mary como su mejor trabajo, mientras que a otras las tachó de «mierdas inmirables».
Hacia finales de la década de 1970, continuó trabajando como vedette en espectáculos como En el Astros, las estrellas y El Astros se comió a Tiburón y también a King Kong, y como actriz protagonista en películas como Tú me enloqueces (1976), coprotagonizada y dirigida por Sandro, y El rey de los exhortos (1979), al lado de su amigo Alberto Olmedo.
Durante esa década, Giménez fue junto a Moria Casán una frecuente protagonista en el ciclo de comedias picarescas producidas por Aries Cinematográfica Argentina con las estrellas cómicas Alberto Olmedo y Jorge Porcel.

### Años 1980

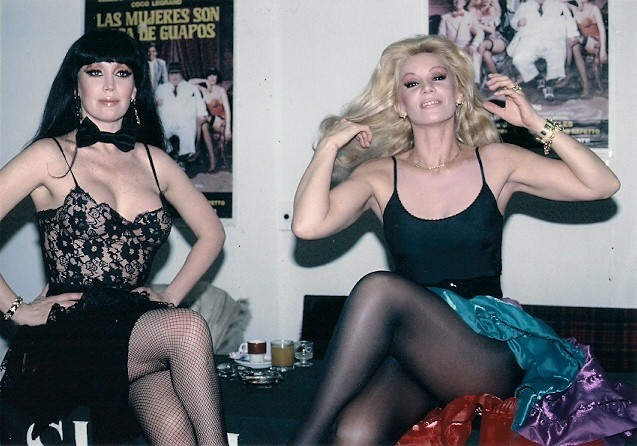
Susana y Moria Casán en 1981. Junto con Jorge Porcel y Alberto Olmedo, Giménez y Casán protagonizaron varias comedias eróticas exitosas

En 1980, Giménez retornó a la televisión con un programa semanal de sketchs titulado Alberto y Susana, transmitido por Canal 13 y coprotagonizado por Alberto Olmedo. Significó su regreso al medio televisivo después de siete años. Desde su estreno, el ciclo tuvo una baja audiencia, por lo que se lo retiró de la programación al finalizar su primera temporada. En el programa, Giménez interpretó diversos personajes, entre ellos el de una traductora de inglés, y recreó numerosos musicales de espectáculos de Broadway. En ese mismo año vio la luz el filme de género comedia A los cirujanos se les va la mano, bajo la dirección de Hugo Sofovich, con un elenco protagonista que completaban Olmedo, Jorge Porcel y Moria Casán. 
En el verano de 1980-1981, Giménez se reunió nuevamente con Olmedo, Porcel y Casán para protagonizar juntos el espectáculo de revista No rompas las olas en el teatro Ópera de la ciudad de Mar del Plata, que tuvo muy buena recepción comercial. Luego, los cuatro intérpretes se volvieron a juntar para actuar en otra pieza teatral, La revista de las súper estrellas (1981), presentada en el teatro Metropolitan, en la ciudad de Buenos Aires durante el invierno. Cabe añadirse que durante estos años la actriz también asumió los roles estelares en las cintas Las mujeres son cosa de guapos (1981) y Un terceto peculiar (1982). 
Tiempo después, protagonizó en el Teatro El Nacional la revista Sexcitante (1982), junto a Juan Carlos Calabró. Con respecto a Calabró, décadas más tarde, declaró: "Cala jamás dijo una mala palabra en su vida. No la necesitaba. Era distinto que (Jorge) Porcel, por ejemplo. Alberto (Olmedo) tampoco decía mucho, pero él no necesitaba tampoco". Las representaciones del espectáculo se vieron interrumpidas el 22 de junio de 1982, cuando el teatro sufrió un incendio y cerró sus puertas. Algunas fuentes señalaron que se trató de un incendio intencional dado que en un sketch de Sexcitante se burlaban del autodenominado Proceso de Reorganización Nacional, dictadura cívico-militar que gobernó la Argentina entre 1976 y 1983. No obstante, esta teoría nunca pudo ser corroborada. En 1985 poso desnuda para la revista Playboy, siendo la primera mujer argentina en ser tapa de esa revista.
De la mano de Carlos Perciavalle, China Zorrilla y la dirección de Mario Morgan logró grandes éxitos con los musicales Sugar y La mujer del año, junto a Ricardo Darín y Arturo Puig. El actor y productor en ese momento, Carlos Perciavalle, es quien la convence de dar el gran paso a la comedia musical.
En 1987 comenzó a conducir Hola Susana en ATC (Argentina Televisora Color), el canal televisivo estatal, inspirado en el programa italiano Pronto, Raffaella, de la artista italiana Raffaella Carrá. En 1988, el programa se trasladó al Canal 9. Para los años 1990, Susana Giménez encabezaba las más importantes revistas de interés general y era considerada una de las mujeres más influyentes de Argentina y Latinoamérica. Años después, se la apodaría «La diva de los teléfonos» o «La diva número uno de la televisión argentina».

### Años 1990

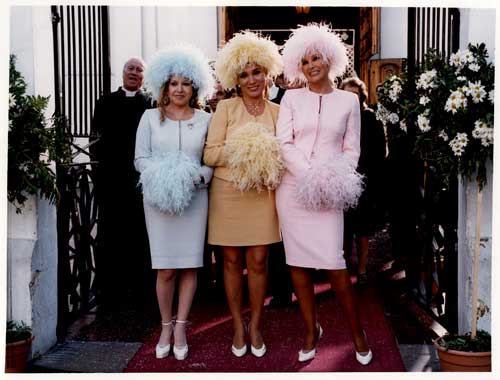
Giménez (derecha) en la película Esa maldita costilla, junto a Betiana Blum y Loles León, 1999.

A finales de 1991, la conductora finalizó el contrato que mantenía con Canal 9 y fue contratada por Telefe, emisora que le ofreció un contrato de un millón de dólares por mes, convirtiéndose así en una de las estrellas mejores pagas de la Argentina. En 1992 el ciclo fue renombrado, se lo denominó Hola Susana, te estamos llamando, y pasó a ser producida por el que luego se convertiría en su histórico productor, Luis Cella. En el mismo año, reconcilió a las actrices Tita Merello y Malvina Pastorino en el Día del Amigo, cuando estas últimas conversaron sobre viejas épocas y brindaron al final del programa. Desde 1994 el programa, que desde su debut se emitía en los mediodías, pasó a transmitirse en forma definitiva en el primetime, manteniéndose como uno de los de mayor audiencia en su país hasta fines de la década, con ratings que superaban los 35 puntos, premios de más de un millón de dólares y congestionando las líneas telefónicas del país por la cantidad de llamados telefónicos recibidos. En 1996, su programa se vio galardonado con el premio Martín Fierro de Oro.
En los años siguientes, siguió ganando premios, entre los que se incluyen a la de Mejor Conductora Femenina o Mejor Programa de Entretenimientos. Además, en su carrera se destaca haber ganado el premio INTE como mejor conductora de América y el premio internacional PAOLI en varias oportunidades.
A lo largo de su historia, el programa recibió la presencia de numerosos artistas tanto nacionales como internacionales, incluyendo grandes celebridades de Hollywood y Europa. El programa cada día se hacía más exitoso y era un fenómeno absoluto en toda la Argentina y Latinoamérica, llegando Hola Susana, te estamos llamando a ingresar al Libro Guinness de los récords por la millonaria suma de cartas y llamados telefónicos recibidos.
A fines de la década de 1990, por un litigio con su exproductor, el programa debió cambiar de nombre. De Hola Susana, te estamos llamando pasó a llamarse simplemente Susana Giménez, nombre que se mantiene hasta el presente.
Junto a su programa realiza lo que hasta el momento es su última película, Esa maldita costilla (1999), de Juan José Jusid. Allí, compartió cartel con Betiana Blum, Rossy de Palma, Loles León y Luis Brandoni.
En enero de 1998 se divorció del expolista Huberto Roviralta. En febrero de ese año, al regresar de Miami, Giménez se encontró con Roviralta en su casa y se produjo una pelea que terminó con él saliendo de la casa con sangre en el rostro. En una conferencia de prensa posterior Giménez declaró que «Huberto me quiso agredir, yo me defendí, le tiré con un cenicero». Luego de un largo juicio, llegaron a un acuerdo por el que Roviralta recibió 10 millones de dólares en concepto de separación de bienes.

### SigloXXI
En 2000 realiza un gran cambio en el show, ahora llamado simplemente Susana Giménez, incorporando a una gran banda de músicos, de las más grandes que ha tenido la TV argentina (segmento "Esto me suena"), bajo la dirección de Pablo Marino, y con los notables cantantes Claudio Ledda y Claudia Tejada. La producción estuvo a cargo de Gustavo Yankelevich. Durante 2006 dejó su programa de televisión para dedicarse a su vida personal, viajando por Asia, Alemania (en oportunidad de la Copa Mundial de Fútbol) y en varias oportunidades a Nueva York y a su mansión de Miami. 
Su regreso a la pantalla se produjo el 22 de marzo de 2007 en la temporada 19 —a veinte años de su primer programa—, y con la partida de su histórico y exitoso productor Luis Cella, un formato renovado (gracias a la producción general del empresario televisivo Gustavo Yankelevich) y un presupuesto que permitió traer estrellas internacionales, logrando picos de índice de audiencia en Capital Federal de 34 puntos.
El 20 de mayo de 2008 presentó su propia revista, llamada Susana, en una conferencia de prensa. Esta se convierte al poco tiempo en una de las revistas para mujeres más vendidas en Argentina. 
Sus participaciones en cine durante el siglo XXI se limitaron a cameos en las películas Tetro, del estadounidense Francis Ford Coppola (2009), y la comedia nacional Delirium (2014).
En 2009 y 2010, Giménez hace su programa solo una vez a la semana, saliendo al aire los domingos, con más de dos horas de duración y en vivo. Volvió a la televisión el 19 de julio de 2009 con elevados niveles de audiencia, que superaron los 35 puntos de rating. A partir del 2011 volvió al formato diario de lunes a jueves a las 21:00 y dijo que se tomaría un año sabático en el 2012.
En 2010, su ciclo recibió por votación popular el premio Martín Fierro de Platino, el cual empezó a otorgarse luego del 50.º aniversario de APTRA. Este honor solamente lo podían recibir aquellos que hubieran obtenido el de Oro previamente. El premio le fue entregado en manos de Mirtha Legrand. Aquel año volvió a protagonizar una serie de comerciales para Frávega junto a Ricardo Darín.

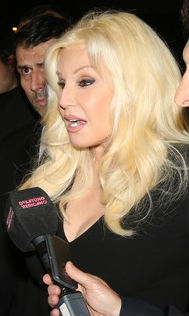
Susana Giménez en el reestreno de la película La Mary.

En 2011 comienza la temporada 23. A pesar de haber dicho que nunca más volvería al formato diario semanal, Giménez aceptó volver a realizar su show televisivo de lunes a jueves. Tras una fuerte negociación con el canal, la diva volvió, a pesar de haber jurado que nunca más estaría tantas veces por semana. El programa mantuvo la vigencia y repercusión de siempre y ese año tuvo de invitados a reconocidas figuras internacionales y nacionales como Ricky Martin, Lenny Kravitz, Michael Bublé, Xuxa, Chayanne, el dalái lama, Carlos Tévez, Justin Bieber, Cristian Castro, Rod Stewart, Antonio Banderas y Salma Hayek, entre otros. En ese año también lanza su propio perfume personal tras cerrar un negocio con la empresa de Karina Rabolini y su revista se asocia al grupo La Nación.
En 2013, luego de tomarse un año sabático fuera del país, volvió a la televisión, realizando la temporada 24 de su programa una vez por semana.
En 2015 decide no realizar su programa y, luego de 23 años, regresa al teatro argentino como protagonista de la obra Piel de Judas, dirigida por Arturo Puig. El mismo día que sale la venta anticipada de entradas agotó todos los tickets más caros de la sala. En su semana de estreno se vuelve la obra más vista de Buenos Aires, manteniéndose de esta manera a lo largo de toda su temporada. El día 16 de diciembre emite un programa especial donde invita al recientemente elegido presidente Mauricio Macri y su familia, así como también varios integrantes del nuevo equipo del partido político Cambiemos. También contó con la presencia de Cacho Castaña y Tan Biónica.
En 2016 vuelve con la temporada 26 de su programa, que se emite los domingos a las 22:00.
En 2018 se emite Susana Giménez, especiales, con invitados famosos como Maluma, Carlos Tévez y Verónica Castro.
En mayo de 2020, mientras transcurría la pandemia de COVID-19 y en medio del aislamiento social preventivo y obligatorio en Argentina y marcando su postura de oposición al gobierno de Alberto Fernández y al kirchnerismo, viajó en calidad de residente a su casa en Uruguay.
En 2024 vuelve con su mítico programa Susana Giménez, trasmitido por Telefé, con entrevistas a personalidades como María Becerra, Pampita y el presidente Javier Milei. En otra sección del programa pone a prueba a los participantes con el juego Salven los millones. 

## Vida personal
Entre 1962 y 1967 estuvo casada con Mario J. Sarrabayrouse. Con él tuvo a su única hija, María Mercedes Sarrabayrouse, nacida en 1962. Tiene dos nietos, Lucía y Manuel Celasco.
Luego conformó un segundo matrimonio entre 1988 y 1998 con el polista Huberto Roviralta, de quien se divorció pagándole una suma de más de diez millones de dólares.

### Otras relaciones célebres

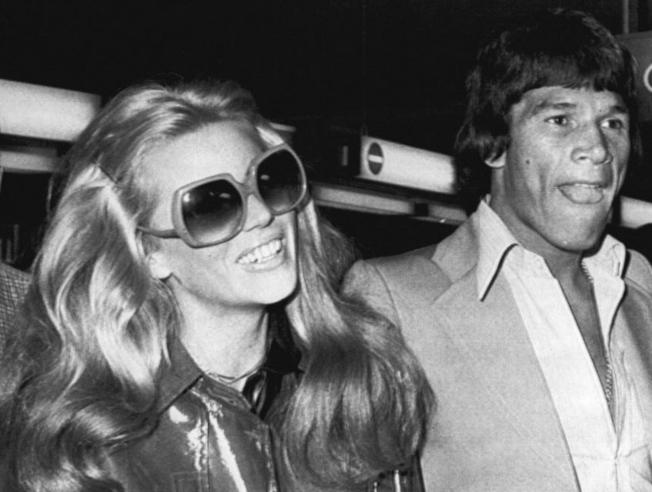
Giménez junto a Carlos Monzón en 1976

Tuvo varias relaciones amorosas con famosos argentinos. Se destacan su relación con el boxeador Carlos Monzón, con quien convivió. Posteriormente estuvo nueve años con el actor Ricardo Darín, trece años menor que ella. Cuando terminaron su relación, quedaron como grandes amigos. También tuvo romances secretos con reconocidos artistas, entre los que se encuentran Cacho Castaña, Carlos Calvo, Sergio Denis y el baloncestista Norberto Draghi.

### Intereses empresariales

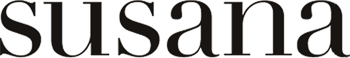
Logotipo de la revista femenina Susana, dirigida por Giménez.

Lanzó dos discos de música en los cuales cantaba ella y llegó a ser disco de platino, [¿quién?] teniendo miles de copias vendidas en Argentina y Latinoamérica. 
Tuvo su propia muñeca (de estilo Barbie) parecida a ella y con atuendos de leopardo (característicos de la ropa que utiliza Susana). La muñeca logró, durante meses, vencer en ventas a Barbie en la Argentina.
Tuvo dos estampillas propias, las cuales eran usadas por miles de personas.
Tuvo cuatro libros a la venta que cuentan su vida y su intimidad.
Creó su propio "bingo" al ser asociada y ser la cara de la empresa "Mi Bingo", creada especialmente para ella.
En 2008 lanzó su propia revista mensual, Susana, basada principalmente en la moda.
Lanzó su perfume personal en 1991 y luego sacó otro llamado "Charme by Susana Giménez".[cita requerida]

### Problemas con la Justicia
En agosto de 1991 Susana Giménez compró por 90 000 dólares un Mercedes-Benz 500 SEC que había sido ingresado al país a nombre de Cayetano Ruggiero, una persona con discapacidad. Era una maniobra que un grupo importador realizaba para poder vender autos importados en la Argentina cuando ello no era posible según las regulaciones comerciales de la época. Para ello, se contrataba a personas con discapacidades para que aportaran su nombre, y así usarlo como testaferro del vehículo. La cupé fue encontrada por la policía escondida bajo fardos de alfalfa en su estancia en Pilar. «No cometí ningún delito», insistió Susana Giménez, pero debió pagar 10 mil dólares de fianza para no ir presa. Siempre dijo que había sido estafada por el importador del vehículo y la causa prescribió en 1996.
En 1997 fue procesada por fraude mediante el concurso televisivo Su llamado.
En abril de 1997, Giménez lanzó en su programa el concurso con premios de hasta un millón de pesos. Para tal fin se firmaron contratos entre Telefé, Hard Communication y Telinfor.
Telefé era el canal que emitía el programa de Susana, Hard Communication era la ahora disuelta empresa organizadora del juego (en cuyo directorio convivían el empresario Jorge Born y el ex-montonero Rodolfo Galimberti) y Telinfor era la empresa de audiotexto que proveía las líneas telefónicas a Su llamado.
El concurso empleó, en 1997, una línea benéfica de la fundación Felices los Niños, que dirigía el padre Julio Grassi, y funcionó durante cinco meses sin autorización de la Secretaría de Acción Social.
En septiembre de 1997, los organizadores obtuvieron la autorización de Acción Social, bajo el marco regulatorio del decreto 7342/65. Según el decreto, el 50% de lo recaudado en estas colectas debía destinarse a fines benéficos. Además, durante seis meses la colecta funcionó sin un acuerdo firmado con el padre Grassi.
El acuerdo entre Hard y la fundación de Grassi solo se firmó en octubre de 1997. En ese documento Grassi aceptó recibir apenas el 7% de lo recaudado, sin contar gastos de organización.
Al final, el juego facturó 18 millones de pesos, se recaudaron 16 y al padre Grassi le liquidaron 400.000 pesos, o sea, un dos por ciento de la recaudación.
El fiscal cuestionó esa liquidación porque el decreto 7342 era de orden público y no podía reemplazarse por un arreglo entre las partes.
Grassi, un cura que se hizo famoso en los programas de Susana Giménez de televisión, fue posteriormente denunciado y finalmente acusado de violación de menores. Susana Giménez había defendido a Grassi en anteriores circunstancias y, finalmente, fue acusada de un complot en su contra. En el marco de la investigación los periodistas se reunieron con Jorge “Corcho” Rodríguez, exnovio de Susana Giménez, quien también tenía conocimiento acerca de la personalidad de Grassi.

Se hizo una reunión, en la que participó el fallecido exdirigente montonero Rodolfo Galimberti. «Estuvieron como tres horas hablando y luego Rodríguez (...) dijo que sabía que a Grassi le gustaban y se acostaba con pibes. Esto lo sabíamos con Susana...», confirmó el entonces novio de Susana Giménez. En otro encuentro posterior, Rodríguez les dijo: «No se hagan problemas porque todo el mundo sabe que Grassi es bufarrón». En ese acto, Rodríguez les entregó un anónimo en el que se denunciaba al cura y que los periodistas ya habían recibido con anterioridad. En estos encuentros se basó la defensa de Grassi para asegurar, a lo largo de todo el juicio, que la acusación había sido “un complot” supuestamente organizado por Susana Giménez y el Canal 13.

A principios del año 2009 la revista Caras y Caretas la involucró en un negocio de compra y venta de jugadores, con el siguiente título en su tapa: “De la mano del glamour, narcos desembarcan en el fútbol uruguayo”, vinculándola al narcotráfico y el lavado de dinero.
Susana demandó a la revista por 300.000 dólares, pero un año después (en abril de 2010), llega a un acuerdo para levantar los cargos contra la revista a cambio de que esta le diera un espacio para promocionar acciones solidarias.
Por esta causa Susana Giménez debió presentarse en los tribunales de Uruguay para declarar en la causa, que se llevó adelante por dos cheques que habría falsificado su exnovio, el uruguayo Jorge Rama.
El origen de la causa son dos cheques sin fondo que habrían sido firmados por Susana Giménez. Aunque hubo varias versiones sobre las cifras, las más verosímiles indican que uno sería por 200 mil dólares y el otro por 70 mil dólares. Meses después Giménez fue sobreseída al comprobarse que los cheques habían sido efectivamente falsificados por su exnovio.

### Creencias
Susana Giménez ha hecho énfasis sobre su devoción católica en varias oportunidades, como en el año 2009, cuando aclaró que se oponía a la pena de muerte por ser católica, aunque un tiempo antes pidió la muerte de un taxi boy que supuestamente había asesinado a un colaborador suyo, en un hecho sin esclarecer.

### Pandemia, domicilio fiscal y residencia en Uruguay
En 2020, durante la pandemia de COVID-19, Susana Giménez tramitó la residencia en Uruguay, y argumentó estar en contra de la cuarentena que se había dispuesto en Buenos Aires. Por entonces sostuvo: "Por suerte ya me hice uruguaya".
 Se contagió de COVID-19 en Punta del Este, cursando una forma muy grave de la enfermedad que llevó a que fuera internada en terapia intensiva. Después del alta tomó la decisión de no volver a salir de su casa. En 2022 la AFIP le realizó una denuncia penal por evasión fiscal, reclamándole una cifra millonaria de dinero.

## Cine
- Los neuróticos (1968)
- En mi casa mando yo (1968)

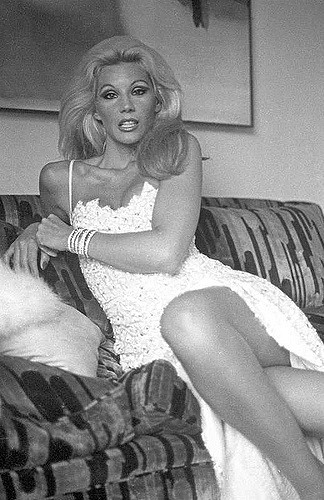
Susana Giménez en 1977.

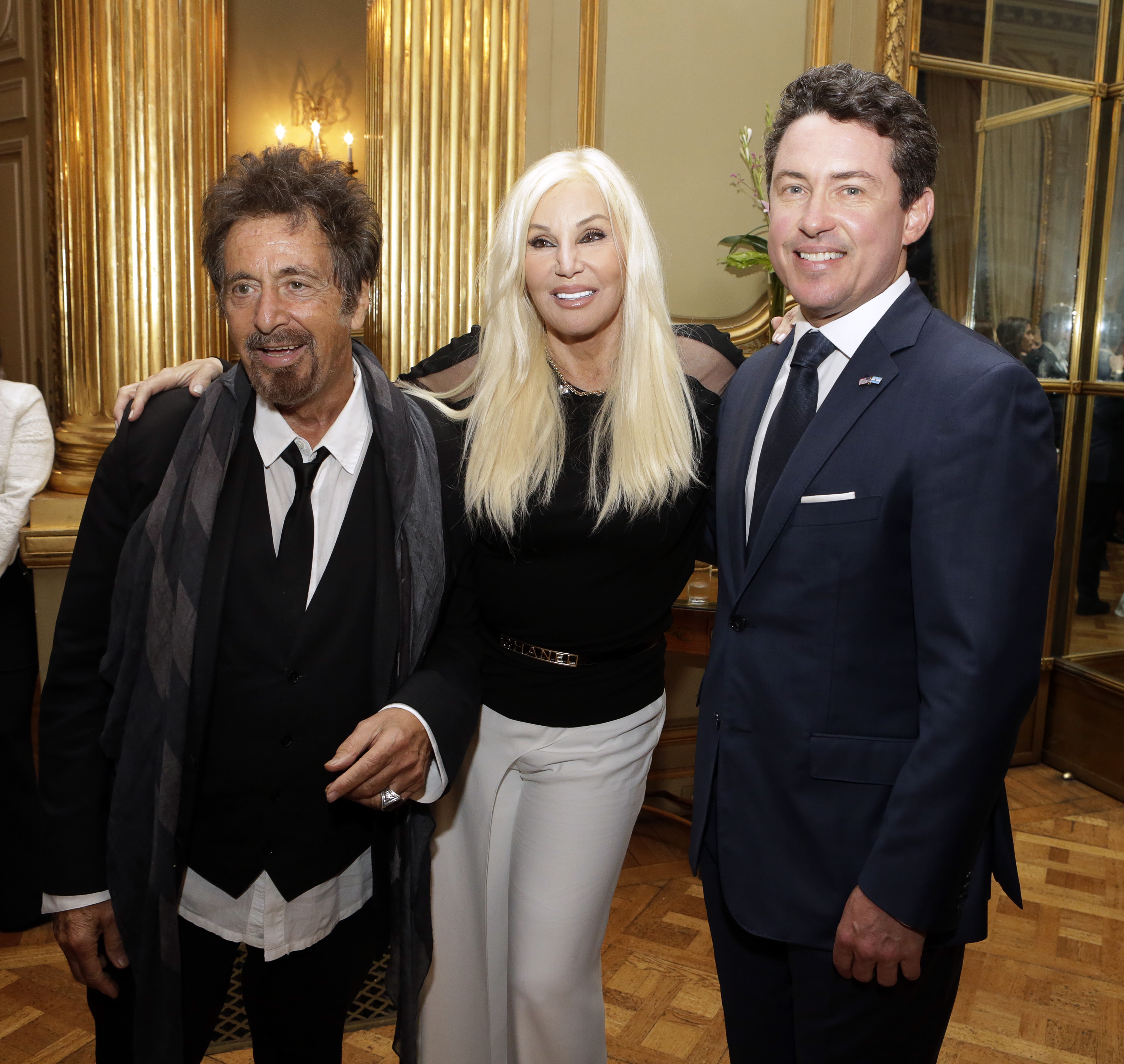
Susana Giménez junto a Al Pacino y al embajador Noah Mamet en 2016.

- La novela de un joven pobre (1968)
- El gran robo (1968)
- La casa de Madame Lulú (1968)
- Fuiste mía un verano (1969)
- Tiro de gracia (1969)
- Los mochileros (1970)
- El mundo es de los jóvenes (1970)
- Los neuróticos (1971)
- Así es Buenos Aires (1971)
- La buscona (1971)
- Todos los pecados del mundo (1972)
- He nacido en la ribera (1972)
- Vení conmigo (1973)
- La piel del amor (1973)
- La Mary (1974)
- Mi novia el... (1975)
- Tú me enloqueces (1976)
- Los hombres sólo piensan en eso (1976)
- La cuenta está saldada o Il conto è chiuso (1976) (Italia)
- Basta de mujeres (1977)
- El macho (1977)
- Un toque diferente (1977)
- Yo también tengo fiaca (1978)
- Donde duermen dos... duermen tres (1979)
- El rey de los exhortos (1979)
- A los cirujanos se les va la mano (1980)
- Las mujeres son cosa de guapos (1981)
- Un terceto peculiar (1982)
- Me sobra un marido (1987)
- Esa maldita costilla (1999)
- Tetro (2009)
- Delirium (2014)

## Teatro
- Las mariposas son libres (1971-1972).
- La revista de oro (1974), junto a Jorge Porcel y Nélida Roca
- En el Astros, las estrellas (1975)
- Hay una chica en mi sopa (1975-1976).
- El Astros se comió a Tiburón y también a King Kong (1977).
- La libélula (1977-1978).
- Estrellas del mar (1978).
- Oro y paja (1979).
- No rompan las olas (en Mar del Plata, años 1980-1981).
- La revista de las súper estrellas (1981).
- Te la cambio por la mía (1982).
- El último que apague la luz (1983).
- Sexcitante (1983).
- La mujer del año (1983-1984-1985-1986 en Teatro Maipo -temporada de verano 1989-1990 en Mar del Plata, Teatro Tronador)
- Sugar (estreno noviembre de 1986 en el Teatro Lola Membrives, temporada de verano 1987-1988, Mar del Plata, Teatro Neptuno-temporada de verano 1988-1989, Carlos Paz, 1989).
- La inhundible Molly Brown (1991).
- Susana Giménez: especial 2500 programas, desde el Teatro Gran Rex (15 de noviembre de 2004).
- Piel de Judas (2015; 2022-2024). 19 de marzo de 2015 al 24 de octubre de 2015 en Teatro Lola Membrives (Buenos Aires) y reestreno el 15 de julio de 2022 hasta agosto de 2022 en Teatro Enjoy (Punta del Este). Repuesta en el mismo teatro uruguayo entre el 22 de diciembre de 2023 al 27 de enero de 2024.
- Susana 30 años: desde el Teatro Gran Rex (17 de diciembre de 2017)

## Televisión
| Televisión                                                        | Televisión                               | Televisión | Televisión                                                    | Televisión |
| Año                                                               | Título                                   | Rol | Canal                                                         |            |
| ----------------------------------------------------------------- | ---------------------------------------- | --- | ------------------------------------------------------------- | ---------- |
| 1969                                                              | Sótano Beat                              | Participación especial | Canal 13                                                      |            |
| 1969                                                              | La novela de Corín Tellado               | Varios personajes | Teleonce                                                      |            |
| 1970-1972                                                         | Matrimonios y algo más                   | Varios personajes | Canal 13                                                      |            |
| 1971                                                              | El mundo de Nélida Lobato                | Invitada | Canal 13                                                      |            |
| 1972                                                              | Alta comedia                             | Varios personajes | Canal 9 Libertad                                              |            |
| 1973                                                              | Zazá (El mundo del espectáculo)          | | Canal 13                                                      |            |
| 1974                                                              | Porcelandia                              | Varios personajes | Canal 13                                                      |            |
| 1974                                                              | Matrimonios y algo más (Chile)           | Varios personajes | Corporación de Televisión de la Universidad Católica de Chile |            |
| 1975                                                              | The Tonight Show (Estados Unidos)        | Invitada | NBC                                                           |            |
| 1975                                                              | Saturday Night Live (Estados Unidos)     | Invitada | NBC                                                           |            |
| 1976                                                              | El show de Eber y Nélida Lobato          | Invitada | Canal 13                                                      |            |
| 1976                                                              | El show de las estrellas (Colombia)      | Invitada | Primera Cadena                                                |            |
| 1976                                                              | Dingolondango (Chile)                    | Invitada | Televisión Nacional de Chile                                  |            |
| 1977                                                              | Sábado Sensacional (Venezuela)           | Invitada | Venevisión                                                    |            |
| 1977                                                              | Esta noche...fiesta (España)             | Invitada | Televisión Española                                           |            |
| 1977                                                              | Fantástico: o show da vida (Brasil)      | Invitada | Rede Globo                                                    |            |
| 1977-1978                                                         | Sábados Gigantes (Chile)                 | Invitada | Corporación de Televisión de la Universidad Católica de Chile |            |
| 1978                                                              | 300 millones (España)                    | Invitada | Televisión Española                                           |            |
| 1978                                                              | El tío Porcel                            | Varios personajes | Canal 11 (Argentina)                                          |            |
| 1979                                                              | Lunes gala (Chile)                       | Invitada | Corporación de Televisión de la Universidad Católica de Chile |            |
| 1979                                                              | Teatro... y en el teatro (Chile)         | Participación especial | Corporación de Televisión de la Universidad Católica de Chile |            |
| 1980                                                              | Alberto y Susana                         | Susana | Canal 13                                                      |            |
| 1980                                                              | Aplauso (Chile)                          | Invitada | Corporación de Televisión de la Universidad Católica de Chile |            |
| 1981                                                              | Sabor latino (Chile)                     | Invitada | Televisión Nacional de Chile                                  |            |
| 1981                                                              | Nuestra hora (Chile)                     | Invitada | Universidad Católica de Chile Televisión                      |            |
| 1981                                                              | La gran noche (Chile)                    | Invitada | Televisión Nacional de Chile                                  |            |
| 1981                                                              | Noche de gigantes (Chile)                | Invitada | Universidad Católica de Chile Televisión                      |            |
| 1982                                                              | Permitido (Chile)                        | Invitada | Televisión Nacional de Chile                                  |            |
| 1983-1984                                                         | No toca botón                            | Participación especial | Canal Once                                                    |            |
| 1984                                                              | Amigos siempre amigos (Chile)            | Invitada | Televisión Nacional de Chile                                  |            |
| 1985                                                              | Marca registrada (Chile)                 | Invitada | Televisión Nacional de Chile                                  |            |
| 1986                                                              | Martes 13 (Chile)                        | Invitada | Universidad Católica de Chile Televisión                      |            |
| 1987                                                              | Hola Susana                              | Conductora | ATC                                                           |            |
| 1988-1991                                                         | Hola Susana                              | Conductora | Canal 9 Libertad                                              |            |
| 1990                                                              | Una vez más (Chile)                      | Invitada | Universidad Católica de Chile Televisión                      |            |
| 1992-1997                                                         | Hola Susana: ¡Te estamos llamando!       | Conductora | Telefe                                                        |            |
| 1996                                                              | Gigante y usted (Chile)                  | Invitada | Universidad Católica de Chile Televisión                      |            |
| 1997                                                              | Viva el lunes (Chile)                    | Invitada | Universidad Católica de Chile Televisión                      |            |
| 1998-2001; 2003-2005; 2007-2011; 2013-2014; 2016-2017; 2019; 2024 | Susana Giménez                           | Conductora | Telefe                                                        |            |
| 2002                                                              | Hola Luis Miguel!                        | Conductora. Programa especial de Susana Giménez                                                                             | Telefe                                                        |            |
| 2002                                                              | Hoy (México)                             | Conductora invitada | Las Estrellas                                                 |            |
| 2003                                                              | Son Amores                               | Cameo (participación especial)                                                                                              | Canal 13                                                      |            |
| 2004                                                              | Los Roldán                               | Cameo (participación especial)                                                                                              | Telefe                                                        |            |
| 2005-2006, 2008, 2018-2019 y 2021                                 | Por el mundo                             | Conductora invitada. Destinos: China (2005), Dubái (2006), India (2008), Nueva York (2018), Australia (2019) y Miami (2021) | Telefe                                                        |            |
| 2013                                                              | Salven los millones                      | Conductora | Telefe                                                        |            |
| 2015                                                              | Especial de fin de año de Susana Giménez | Conductora | Telefe                                                        |            |
| 2018                                                              | Susana Giménez Especiales                | Conductora | Telefe                                                        |            |
| 2018                                                              | El host                                  | Cameo (participación especial: Capítulo 5)                                                                                  | Fox Channel                                                   |            |
| 2021-2022                                                         | Susana, invitada de honor                | Conductora | Paramount+                                                    |            |
| 2022                                                              | Porno y helado                           | Rol: Roxana (participación especial: capítulos 6 y 7)                                                                       | Amazon Prime Video                                            |            |
| 2023-2024                                                         | Last One Laughing Argentina              | Conductora | Amazon Prime Video                                            |            |

## Libros
- Una mujer (1992, biografía no autorizada).
- Detrás del maquillaje (1994, de su propia autoría).
- Su Vida, pasiones y lágrimas de una diva (1998, escrito por Jorge Rial).
- Susana Giménez, retrato íntimo de su vida (1999, libro de fotografías).

## Revista
- Susana (2008 - 2018), revista destinada a un público mayormente femenino.

## Discografía
- 1971: "Las mariposas son libres" (sencillo) - Junto a Rodolfo Bebán - Philips
- 1990: "Hola Susana!!!" - Music Hall

## Otros
- Muñeca Susana Giménez (símil Barbie), con micrófono y atuendo de leopardo (1987).
- Disco de música ¡Hola Susana!!!. Disco de Oro. (1990)
- Perfume Ishtar Susana Giménez Eau de Toilette (1991).
- "Perfume Ishtar for Men"
- "Perfume Ishtar Magic"
- "Perfume Ishtar Divino"
- "Perfume Ishtar Diva"
- Juego de mesa "¿Qué ves?"
- Juego de mesa "Su C So"
- Juego de mesa "Su Bingo"
- Estampilla Correo Andreani (1993).
- Estampilla OCA (2004-2005).
- Perfume Charme by Susana Giménez (2011).

## Premios y nominaciones

### Premios Martín Fierro[39]
| Año  | Categoría                          | Trabajo nominado       | Resultado |
| ---- | ---------------------------------- | ---------------------- | --------- |
| 1970 | Revelación                         | Matrimonios y algo más | Ganadora  |
| 1988 | Mejor Programa de Entretenimientos | Susana Giménez         | Nominada  |
| 1989 | Mejor Programa de Entretenimientos | Susana Giménez         | Ganadora  |
| 1990 | Mejor Programa de Entretenimientos | Susana Giménez         | Ganadora  |
| 1991 | Mejor Programa de Entretenimientos | Susana Giménez         | Nominada  |
| 1994 | Mejor Actriz de Comedia            | Susana Giménez         | Nominada  |
| 1994 | Mejor Conducción Femenina          | Susana Giménez         | Nominada  |
| 1995 | Mejor Programa de Entretenimientos | Susana Giménez         | Ganadora  |
| 1995 | Mejor Conducción Femenina          | Susana Giménez         | Nominada  |
| 1996 | Mejor Programa de Entretenimientos | Susana Giménez         | Nominada  |
| 1996 | Mejor Conducción Femenina          | Susana Giménez         | Ganadora  |
| 1996 | Mejor Actriz de Comedia            | Susana Giménez         | Nominada  |
| 1996 | Martín Fierro de Oro               | Susana Giménez         | Ganadora  |
| 1997 | Mejor Programa de Entretenimientos | Susana Giménez         | Nominada  |
| 1997 | Mejor Conducción Femenina          | Susana Giménez         | Ganadora  |
| 1998 | Mejor Programa de Entretenimientos | Susana Giménez         | Nominada  |
| 1998 | Mejor Conducción Femenina          | Susana Giménez         | Ganadora  |
| 1999 | Mejor Programa de Entretenimientos | Susana Giménez         | Nominada  |
| 1999 | Mejor Conducción Femenina          | Susana Giménez         | Nominada  |
| 1999 | Mejor Actriz de Comedia            | Susana Giménez         | Nominada  |
| 2000 | Mejor Conducción Femenina          | Susana Giménez         | Ganadora  |
| 2001 | Mejor Programa de Entretenimientos | Susana Giménez         | Nominada  |
| 2001 | Mejor Conducción Femenina          | Susana Giménez         | Ganadora  |
| 2002 | Mejor Programa de Interés General  | Susana Giménez         | Nominada  |
| 2002 | Mejor Conducción Femenina          | Susana Giménez         | Ganadora  |
| 2004 | Mejor Programa de Entretenimientos | Susana Giménez         | Nominada  |
| 2004 | Mejor Conducción Femenina          | Susana Giménez         | Nominada  |
| 2005 | Mejor Programa de Entretenimientos | Susana Giménez         | Ganadora  |
| 2005 | Mejor Conducción Femenina          | Susana Giménez         | Nominada  |
| 2006 | Mejor Conducción Femenina          | Susana Giménez         | Ganadora  |
| 2007 | Martín Fierro a la Trayectoria     | Susana Giménez         | Ganadora  |
| 2008 | Mejor Programa de Entretenimientos | Susana Giménez         | Ganadora  |
| 2008 | Mejor Conducción Femenina          | Susana Giménez         | Nominada  |
| 2009 | Mejor Programa de Entretenimientos | Susana Giménez         | Ganadora  |
| 2009 | Mejor Conducción Femenina          | Susana Giménez         | Nominada  |
| 2010 | Mejor Programa de Entretenimientos | Susana Giménez         | Nominada  |
| 2010 | Mejor Conducción Femenina          | Susana Giménez         | Nominada  |
| 2010 | Martín Fierro de Platino           | Susana Giménez         | Ganadora  |
| 2011 | Mejor Programa de Entretenimientos | Susana Giménez         | Ganadora  |
| 2011 | Mejor Conducción Femenina          | Susana Giménez         | Nominada  |
| 2012 | Mejor Programa de Entretenimientos | Susana Giménez         | Nominada  |
| 2012 | Mejor Conducción Femenina          | Susana Giménez         | Ganadora  |
| 2012 | Martín Fierro Honorífico           | Susana Giménez         | Ganadora  |
| 2014 | Mejor Programa de Interés General  | Susana Giménez         | Ganadora  |
| 2014 | Mejor Conducción Femenina          | Susana Giménez         | Nominada  |
| 2015 | Mejor Programa de Entretenimientos | Susana Giménez         | Nominada  |
| 2015 | Mejor Conducción Femenina          | Susana Giménez         | Nominada  |
| 2016 | Mejor Conducción Femenina          | Susana Giménez         | Nominada  |
| 2017 | Martín Fierro a la Trayectoria     | Susana Giménez         | Ganadora  |
| 2017 | Mejor Conducción Femenina          | Susana Giménez         | Nominada  |
| 2017 | Mejor Programa de Entretenimientos | Susana Giménez         | Ganadora  |
| 2018 | Mejor Conducción Femenina          | Susana Giménez         | Ganadora  |
| 2018 | Mejor Programa de Entretenimientos | Susana Giménez         | Ganadora  |
| 2018 | Mejor Producción Integral          | Susana Giménez         | Ganadora  |
| 2018 | Martín Fierro de la Gente          | Susana Giménez         | Ganadora  |
| 2021 | Martín Fierro de Brillantes        | Su propia carrera      | Ganadora  |

## Otros premios
- Estrella de Mar por La Mujer del Año (1983).
- Carlos ´86 por La Mujer del Año (1986).
- Premio Konex a la actriz de musical de la década (1991).
- Prensario (1991).
- Broadcasting (1993).
- Distinción Argentores (1995).
- Prensario (1993).
- Prensario (1995).
- Tapa de Oro (1995) de la revista Gente (estrella que ocupó más tapas; 128 veces).
- Broadcasting (1996).
- Paoli al mejor programa integral (2000).
- Paoli a la figura más popular (2000).
- Llave de Puerto Rico (2001).
- Paoli a la trayectoria internacional (2002).
- INTE TV HISPANA a la animadora de TV del año (2002).
- Clarín Espectáculos a la mejor conductora de TV (2004).
- Perfil a la mejor producción con personaje de actualidad (2005).
- Tapa Caras (2005) (210 veces).
- FUNDTV al mejor entretenimiento: Susana Giménez: El Imbatible (2005).
- Gente de Perú al programa extranjero de mayor audiencia (2005).
- Llave de Punta del Este (2004).
- Llave de Bal Habour (2004).
- Grammy Latino de la presidencia, otorgado a la exitosa conductora argentina por su ayuda a promocionar y difundir la música de los artistas latinos (2008).
- Premio Pléyade por su revista "Susana" (2008).
- Premio "Referente" otorgado por la "Fundación Internacional de Jóvenes Líderes" (2009).
- Madrina de la Fiesta Nacional del Sol (2009 - 2010).[40]
- Madrina de la Fundación Favaloro (2009).
- Cóndor de Plata a la trayectoria (2014).[41]
- Premio Ondas a la trayectoria (2014).[42]
- Premio ACE a la mejor actriz protagónica en comedia (2015).[43]
- Premio Hugo al Teatro Musical a la mejor producción integral por Sugar (2017).[44]
- Kids' Choice Awards Argentina a la trayectoria (2017).
- Premio ACE como Mejor Producción por "Sugar" (2016–2017).
- Mención especial en la reinauguración del Teatro del Lago en Villa Carlos Paz al ser invitada de lujo (2017).
- Ciudadana ilustre de la ciudad de Buenos Aires (2017).

| Predecesor: Antonio Gasalla               | Martín Fierro de Oro 1995      | Sucesor: Santo Biasatti  |
| Predecesor: Almorzando con Mirtha Legrand | Martín Fierro de Platino 2009  | Sucesor: Marcelo Tinelli |
| Predecesor: -                             | Martín Fierro de la Gente 2018 | Sucesor: -               |

## Distinción y homenaje
En noviembre de 2009 fue nombrada madrina de la Fundación Favaloro, creada por el doctor René Favaloro, reconocido mundialmente. A partir de allí comenzó a reunirse con las autoridades de la fundación para brindarles infraestructura y donaciones económicas.